# ヤハズソウ
ヤハズソウ(Lespedeza striata (Thunb.) Hook. et Arn.)は、マメ科ハギ属の雑草。葉を引っ張ると矢筈形に千切れることから、この和名がついた。

## 特徴

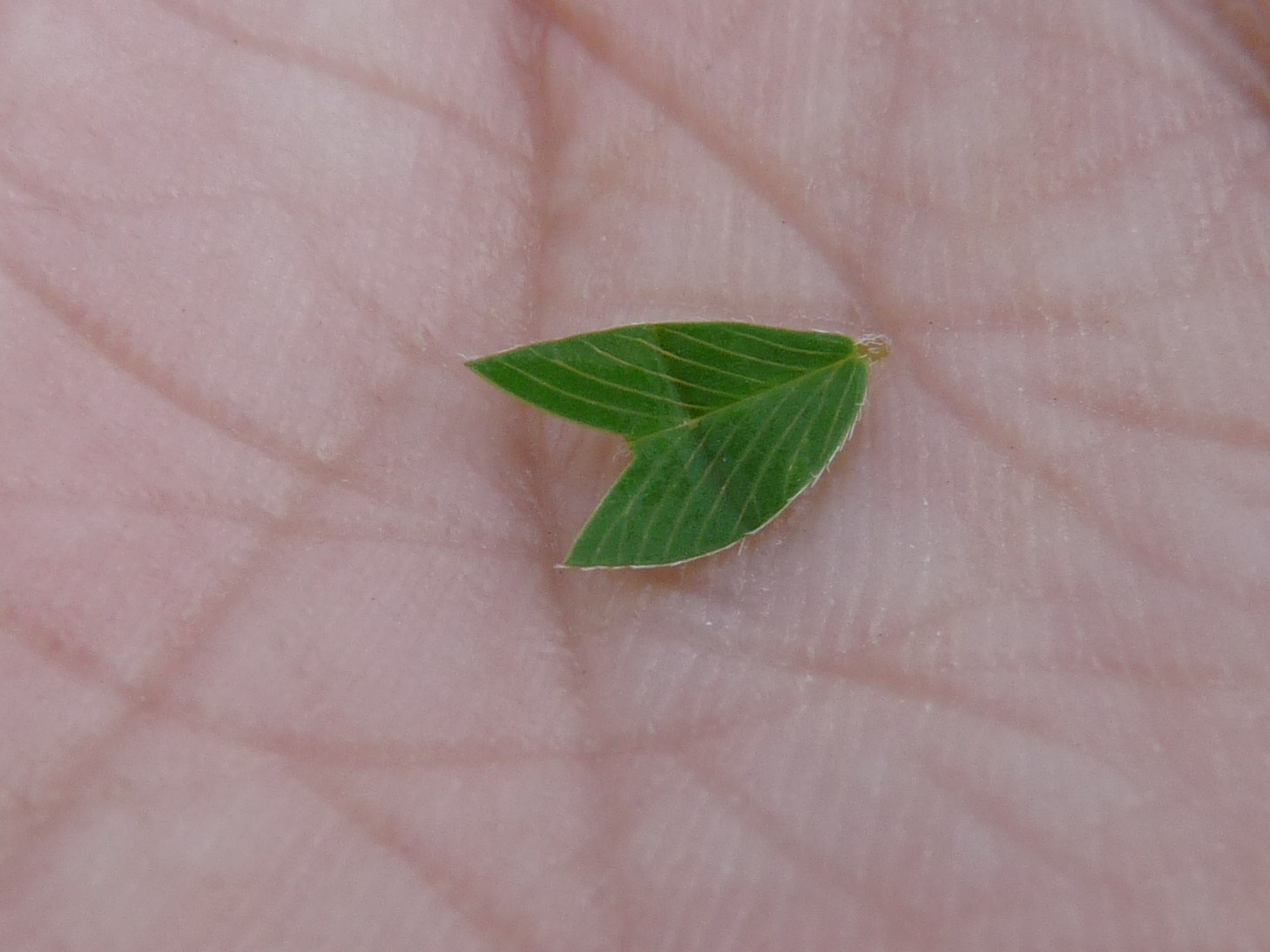
葉を引っぱると葉脈に沿って千切れる

小型の一年草である。背丈は20-50cm、茎は根元で分枝して立ち上がるか、地表をやや斜めに伸びて次第に立ち、先端は斜め上に伸びるようになる。茎は細いが硬くて節があり、節ごとに葉が出る。また、下向きの毛がはえている。托葉は卵形で淡褐色。
葉は三出複葉、小葉はだ円形で先端は丸く、頂小葉がやや大きい。葉はつやのない緑色で葉質は草質。特徴的なのが葉脈で、側脈が多数あって、それらはほぼ平行して斜めに出て、いずれもほぼ直線的に葉の縁にまで達する。光に透かせると、それらが明るく浮かんで、矢筈状の模様に見える。
花は7-9月、葉腋につき、単独か最大6個くらいまでまとまって出る。花の長さは5mm程と小さく、赤みを帯びた紫色。果実は種子一個を含む節果で、円形で偏平。
和名は漢字で矢筈草とする。これは、上述のように葉脈が矢筈状に見え、これを引きちぎると矢筈型に切れることに由来する。

## 生育環境
日当たりのよい草地、川原などに生える。雑草として道端に出ることもよくある。やや湿った場所によく出現する。

## 分布
北海道から琉球列島に分布し、国外では中国、台湾、朝鮮から知られる。

## 分類
ハギ属に含めるが、羽状複葉でなく、羽軸がない掌状複葉である等の差異があるため、特にヤハズソウ属 (Kummerowia) を立てる扱いもある。日本でこれに含まれるものとして、以下の種がある。
- マルバヤハズソウ　L. stipulacea Maxim.

ヤハズソウによく似ているが、茎に生える毛は上向き。また、葉は倒卵形で茎の先端付近では幅が狭くなる。本州から九州、朝鮮、中国、ウスリーに分布し、時にヤハズソウに交じって生える。

## 利害
小柄な雑草である。特に繁茂するものでもない。茎が丈夫で踏み付けに強いためか、未舗装道路に繁茂しているのをよく見る。
葉を両方からつまんで引っ張ると、必ず側脈で切れるので、矢筈状の切れ端ができるのを楽しむ草花遊びがある。
また永井荷風は、この植物を題材にした随筆「矢はずぐさ」を執筆した。その中で永井は、妻の八重次がヤハズソウを煎じて薬草として服用している様子を描いている。